# Andrzej Kobylarz
Andrzej Sławomir Kobylarz (ur. 21 grudnia 1965 w Gdańsku) – polski przedsiębiorca i polityk związany z ruchem Kukiz’15, poseł na Sejm VIII kadencji.

## Życiorys
Uzyskał wykształcenie zasadnicze zawodowe. Zajął się prowadzeniem własnej działalności gospodarczej. W latach 90. przez ponad rok pracował zarobkowo w Stanach Zjednoczonych. Był kierownikiem drużyny piłkarskiej klubu sportowego Orzeł Trąbki Wielkie, a w 2011 został prezesem tego klubu.
W 2007 objął stanowisko prezesa zarządu remontowej stoczni rzecznej – spółki Stocznia Elbląg. Później został współwłaścicielem tego przedsiębiorstwa, nabywając udziały od miasta. Zajął się również przewozami towarowymi drogą wodną pomiędzy Królewcem a Elblągiem – eksportem materiałów budowlanych i importem węgla z Rosji.
Bezskutecznie kandydował do rady gminy Trąbki Wielkie w 2010 i 2014, reprezentując lokalne komitety wyborcze, otrzymując odpowiednio 60 (30,15%) i 59 (22,35%) głosów i przegrywając z innymi lokalnymi kandydatami.
We wrześniu 2015 ogłoszono, że w wyborach parlamentarnych w październiku tegoż roku Andrzej Kobylarz zajmie pierwsze miejsce na liście KWW Kukiz’15 w okręgu elbląskim, zastępując pierwotnie planowaną na to miejsce dziennikarkę Wiolettę Machniewską. W wyniku głosowania z 25 października 2015 został wybrany na posła VIII kadencji, otrzymując 5168 głosów (2,58%). W wyborach w 2019 bezskutecznie ubiegał się o mandat posła do Parlamentu Europejskiego z listy komitetu Kukiz’15. W wyborach krajowych w tym samym roku nie uzyskał poselskiej reelekcji, otwierając listę PSL (w ramach Koalicji Polskiej) w okręgu gdańskim. W lutym 2020 przystąpił do Solidarnej Polski, był w niej przewodniczącym okręgu gdyńsko-słupskiego. Wystąpił z tej partii w kwietniu 2023. W wyborach parlamentarnych w tym samym roku kandydował do Senatu w okręgu nr 66 z ramienia KWW Mirosława Piaseckiego Kandydata na Senatora RP. W wyborach samorządowych w 2024 startował do sejmiku pomorskiego z ramienia KW Stowarzyszenia „Samorządne Pomorze”.

## Wyniki wyborcze
| Wybory | Komitet wyborczy                 | Komitet wyborczy                                   | Organ                          | Okręg        | Wynik           |
| ------ | -------------------------------- | -------------------------------------------------- | ------------------------------ | ------------ | --------------- |
| 2010   |                                  | KWW Twój Wybór – Twoja Przyszłość                  | Rada Gminy Trąbki Wielkie      | nr 4         | 60 (30,15%)     |
| 2014   |                                  | KWW SDM                                            | Rada Gminy Trąbki Wielkie      | nr 4         | 59 (22,35%)     |
| 2015   |                                  | Kukiz’15                                           | Sejm VIII kadencji             | nr 34        | 5168 (2,58%)    |
| 2019   | Parlament Europejski IX kadencji | Kukiz’15                                           | nr 1                           | 8285 (1,00%) |                 |
| 2019   |                                  | Polskie Stronnictwo Ludowe                         | Sejm IX kadencji               | nr 25        | 7463 (1,41%)    |
| 2023   |                                  | KWW Mirosława Piaseckiego Kandydata na Senatora RP | Senat XI kadencji              | nr 66        | 48 795 (26,51%) |
| 2024   |                                  | KW Stowarzyszenia „Samorządne Pomorze”             | Sejmik Województwa Pomorskiego | nr 2         | 925 (0,41%)     |

## Życie prywatne
W młodości grał amatorsko w piłkę nożną w LZS Orlęta Czerniewo. Jest żonaty, ma trzech synów: Rafała, Łukasza i Mateusza. Zamieszkał w Domachowie w gminie Trąbki Wielkie.